# قائمة رؤساء جنوب السودان
تصم القائمة روساء جنوب السودان، بدأ الأقاليم في سنة 1972، من خلال اتفاق أديس أبابا، وحكومتها المحلية كان خمسة من رؤساء حتى عام 1983، عندما قامت الحكومة المركزية السودانية ألغت الحكم الذاتي. واكتسب الحكم الذاتي مرة أخرى في عام 2005، من خلال اتفاق السلام الشامل يهدف إلى انهاء الحرب الأهلية السودانية الثانية، وتمت استعادة منصب رئيس جنوب السودان. ثم، في 9 تموز 2011، وأصبح جنوب السودان المستقلة.

## قائمة رؤساء جنوب السودان
قبل 1972
1. اقري جادين - رئيس حكومة جنوب السودان المؤقتة (10 أغسطس 1967 الي 27 مارس 1969)
2. غردون موروتات ميان -رئيس حكومة النيل الؤقتة (مارس 1969الي 23 يوليو1970)

بعد 1972
| الترتيب                                       | الرئيس (الميلاد–الوفاة)                      | الرئيس (الميلاد–الوفاة)                      | فترة الحكم                                   | فترة الحكم                                   | فترة الحكم                                   | الحزب                                        | الانتخابات                                   |
| الترتيب                                       | الصورة                                       | الاسم                                        | استلم المنصب                                 | ترك المنصب                                   | المدة                                        | الحزب                                        | الانتخابات                                   |
| منطقة الحكم الذاتي لجنوب السودان (1972–1983)  | منطقة الحكم الذاتي لجنوب السودان (1972–1983) | منطقة الحكم الذاتي لجنوب السودان (1972–1983) | منطقة الحكم الذاتي لجنوب السودان (1972–1983) | منطقة الحكم الذاتي لجنوب السودان (1972–1983) | منطقة الحكم الذاتي لجنوب السودان (1972–1983) | منطقة الحكم الذاتي لجنوب السودان (1972–1983) | منطقة الحكم الذاتي لجنوب السودان (1972–1983) |
| --------------------------------------------- | -------------------------------------------- | -------------------------------------------- | -------------------------------------------- | -------------------------------------------- | -------------------------------------------- | -------------------------------------------- | -------------------------------------------- |
| 1                                             |                                              | أبيل ألير (ولد 1933)                         | 06 أبريل 1972                                | 01 فبراير 1978                               | 5 سنوات و301 يومًا                            | الجبهة الجنوبية                              | –                                            |
| 2                                             |                                              | جوزيف لاقو (ولد 1931)                        | 01 فبراير 1978                               | 12 يوليو 1979                                | سنة واحدة 161 يومًا                           | الاتحاد الوطني الأفريقي السوداني             | –                                            |
| 3                                             |                                              | بيتر جاتكوث (1938–2010)                      | 12 يوليو 1979                                | 30 مايو 1980                                 | 323 يومًا                                     | مستقل                                        | –                                            |
| 1                                             |                                              | أبيل ألير (ولد 1933)                         | 30 مايو 1980                                 | 05 أكتوبر 1981                               | سنة واحدة و 128 يومًا                         | الجبهة الجنوبية                              | –                                            |
| 4                                             |                                              | قسم الله عبد الله رصاص (1932–2013)           | 05 أكتوبر 1981                               | 23 يونيو 1982                                | 261 يوم                                      | مستقل                                        | –                                            |
| 5                                             |                                              | جوزيف جيمس تومبورا (1929-1992)               | 23 يونيو 1982                                | 05 يونيو 1983                                | 347 يومًا                                     | الاتحاد الوطني الأفريقي السوداني             | –                                            |
| ألغي الحكم الذاتي (5 يونيو 1983-9 يوليو 2005) |                                              |                                              |                                              |                                              |                                              |                                              |                                              |
| منطقة الحكم الذاتي لجنوب السودان (2005-2011)  |                                              |                                              |                                              |                                              |                                              |                                              |                                              |
| 6                                             |                                              | جون قرنق (1945-2005)                         | 09 يوليو 2005                                | 30 يوليو 2005 †                              | 21 يومًا                                      | الحركة الشعبية لتحرير السودان                | –                                            |
| -                                             |                                              | سالفا كير (ولد 1951) بالوكالة                | 30 يوليو 2005                                | 11 أغسطس 2005                                | 49 يومًا                                      | الحركة الشعبية لتحرير السودان                | –                                            |
| 7                                             |                                              | سالفا كير (ولد 1951)                         | 11 أغسطس 2005                                | 09 يوليو 2011                                | 5 سنوات و332 يومًا                            | الحركة الشعبية لتحرير السودان                | 2010                                         |
| جمهورية جنوب السودان (2011-حاليا)             |                                              |                                              |                                              |                                              |                                              |                                              |                                              |
| 7                                             |                                              | سالفا كير (ولد 1951)                         | 09 يوليو 2011                                | حالي                                         | 13 سنوات و245 أيام                           | الحركة الشعبية لتحرير السودان                | –                                            |